# Phaonia xihuaensis
Phaonia xihuaensis este o specie de muște din genul Phaonia, familia Muscidae, descrisă de Sun și Feng în anul 2004. Conform Catalogue of Life specia Phaonia xihuaensis nu are subspecii cunoscute.